# Bragasellus aireyi
Bragasellus aireyi és una espècie de crustaci isòpode pertanyent a la família dels asèl·lids.

## Distribució geogràfica
Es troba a la península Ibèrica: la Cueva del Agua de Asón i la Cueva de la Marniosa (Cantàbria, l'Estat espanyol).